# Recording ban
Recording ban (auf Deutsch sinngemäß: Aufnahmeverbot) war eine Boykottmaßnahme der US-amerikanischen Musikergewerkschaft gegen die Musikindustrie, die in ihrer Auswirkung etwa einem Streik gleichkam. Die Gewerkschaft verkündete den recording ban am 1. August 1942; er war teilweise bis November 1944 in Kraft. Nach dem Vorsitzenden der Musikergewerkschaft wurde die Aktion auch Petrillo ban genannt.

## Vorgeschichte

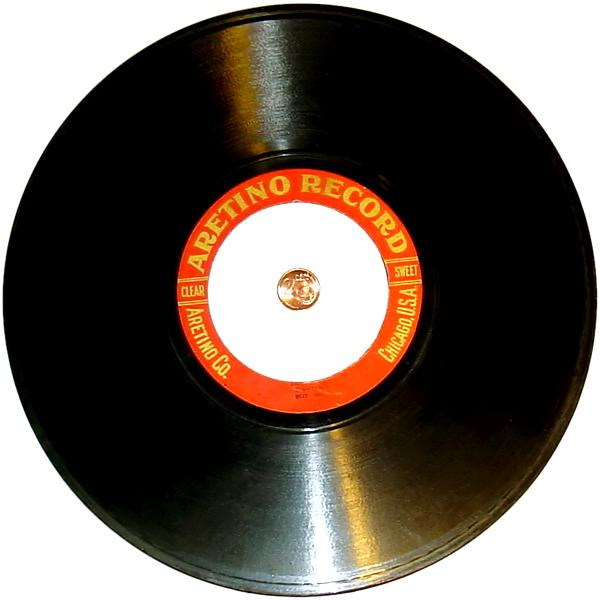
Schellackplatte

Spätestens seit den 1930er Jahren kann in den USA von einer voll ausgebildeten Musikindustrie gesprochen werden; es ist diese neue industrielle Herstellung von populärer Musik, gegen die Theodor W. Adorno in seinem Essay Über Jazz von 1936 polemisiert.
Obwohl der Verkauf von Schallplatten Ende der 30er Jahre der Industrie bereits gewaltige Summen einbrachte, waren die Arbeitsbedingungen der die Musik einspielenden Instrumentalisten größtenteils noch äußerst prekär. Die American Federation of Musicians (AFM), die im Allgemeinen als Musicians' Union (Musikergewerkschaft) bezeichnet wird, war bestrebt, diesem Zustand abzuhelfen.
Die Unterhaltungsindustrie befand sich seit dem Eintritt der USA in den Zweiten Weltkrieg Ende 1941 in einer schwierigen Situation. Einerseits gefährdeten Rationierungen – beispielsweise von Schellack als Rohstoff für Schallplatten – und Sonderabgaben die bisher so reibungslos funktionierenden Abläufe, andererseits erwartete die Roosevelt-Regierung Ruhe an der „Heimatfront“. Darüber hinaus verlangte sie von der Entertainment-Branche, ähnlich wie in den kriegführenden Staaten Europas, einen gewissen propagandistischen Beitrag zur Stützung des eigenen politischen Vorgehens.

## Zielsetzung
Der Präsident der AFM, James Caesar Petrillo (1892–1984), der ab Juni 1940 Vorsitzender der Musikergewerkschaft war, sah im Sommer 1942 die Gelegenheit gekommen, die vier großen Plattenlabels der Vereinigten Staaten unter Druck zu setzen. Bisher hatten die „Big Four“ (Columbia, Decca, Capitol und Victor) ihre marktbeherrschende Stellung stets zum eigenen Vorteil nutzen können.
Neben den bereits genannten Faktoren war ein entscheidender Punkt, dass durch Einberufungen zum Militärdienst die zu Friedenszeiten schier unermessliche Zahl kompetenter Instrumentalisten nun plötzlich drastisch zusammengeschmolzen war. Petrillo konnte mit einem Mal als oberster Lobbyist einer kleinen Gruppe hochspezialisierter Fachkräfte auftreten.

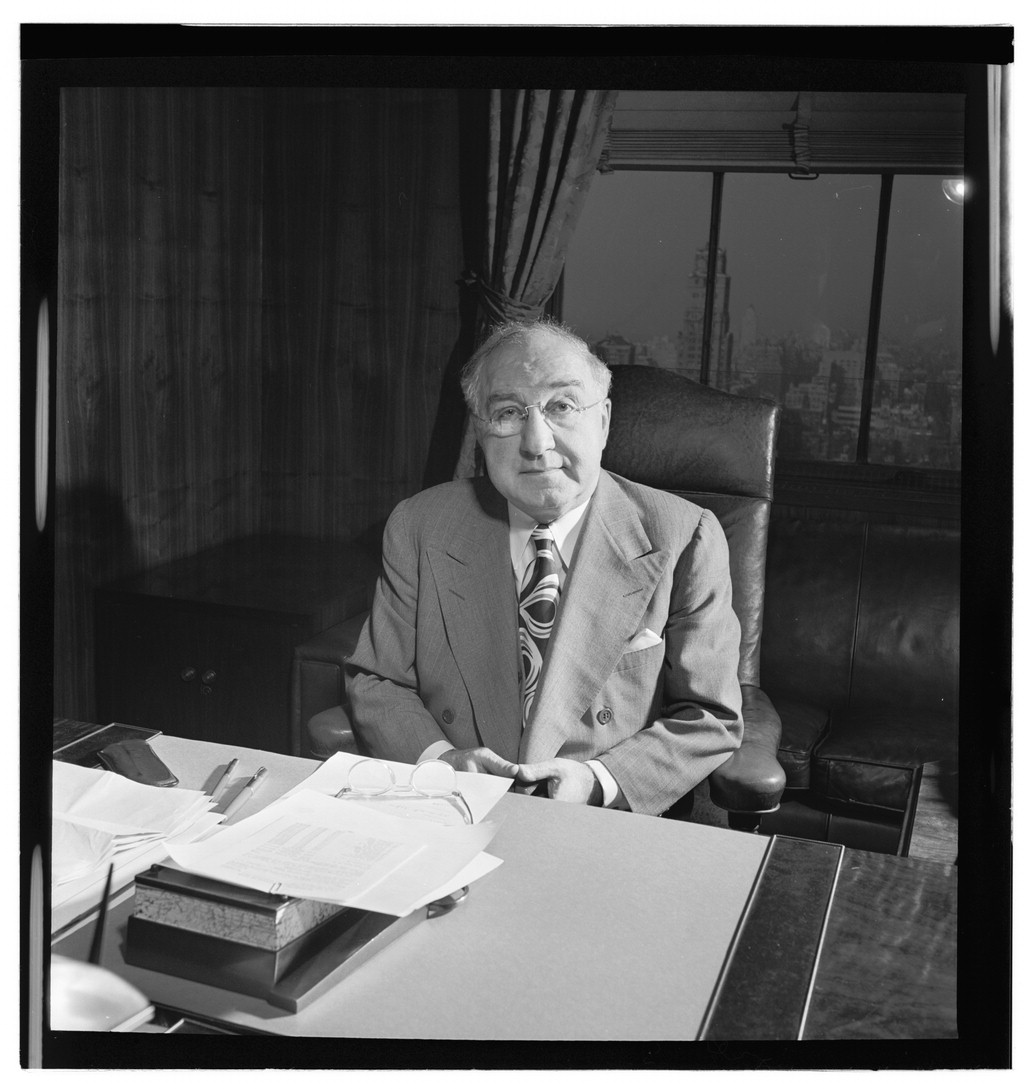
James Petrillo in seinem New Yorker Büro, Foto von William P. Gottlieb, ca. Februar 1947

Der Gewerkschaftsvorsitzende verfügte über genügend politischen Instinkt, um eine sehr leicht vermittelbare und integrative Forderung zum Ziel seiner Aktivitäten zu erklären: Er forderte von den major labels einen garantierten Mindestlohn für die an einer Plattenaufnahme beteiligten Instrumentalmusiker. Als die Firmenleitungen dies einhellig abschlägig beschieden, untersagte Petrillo den Mitgliedern seiner Gewerkschaft mit Wirkung vom 1. August 1942 an die Mitwirkung an Aufnahmesitzungen.

## Ausnahmen und „Streikbrecher“
Der recording ban wurde nicht zur Gänze durchgesetzt. Dies lag zum einen an einem weiteren politischen Schachzug Petrillos, zum anderen am Geschick der Plattenindustrie, die sich eine Lücke im System der Gewerkschaft zunutze machte. Bald fanden die Plattenfirmen Alternativen zu dem Streik der Berufsmusiker, indem sie z. B. alte Plattenaufnahmen erneut als Singles herausbrachten, etwa die Aufnahme All or Nothing at All von Frank Sinatra mit dem Orchester Harry James aus dem Jahre 1939, die sich innerhalb von zwei Monaten eine Million Mal verkaufte.

### Sänger
Vokalisten waren im Gegensatz zu Instrumentalmusikern nicht auf eine Mitgliedschaft in der AFM angewiesen, um professionelle Engagements annehmen zu können. Dieses Umstandes bedienten sich die Plattenlabels: Da die amerikanische Musik ohnehin über eine reiche Tradition von A-cappella-Stilen, etwa den bekannten Barbershop, verfügt, begann die Musikindustrie in großem Umfang, reine Gesangsensembles – zum Beispiel im Stil der Andrews Sisters – unter Vertrag zu nehmen. Auch der Erfolg von Gesangssolisten wie Frank Sinatra blieb vom Boykott unberührt: Man ersetzte bei Plattenproduktionen die Instrumentalbegleitung durch einen (meist kleinen) Chor. Da populäre Musik ohnehin fast immer den (Lied)-Gesang in den Vordergrund stellt, nahm das breite Publikum diese Produktionen begeistert als neuen Trend auf. Das Fehlen instrumentaler Begleitung empfand ein Großteil der Hörer zunächst nicht als Verlust.

### Die V-Discs
Petrillos Schachzug hing mit der Bedeutung zusammen, die die Musikindustrie für den Propaganda-Apparat der kriegführenden Nationen einnahm. Nach über einem Jahr der konsequenten Aufrechterhaltung des recording ban kam Petrillo dem Ansuchen von George Robert Vincent, einem Pionier der Tonaufnahme und zu dieser Zeit Leutnant in der amerikanischen Armee, nach. Am 27. Oktober 1943 gestattete die Gewerkschaft ihren Mitgliedern, an Aufnahmesitzungen für das neu gegründete Label V-Disc teilzunehmen. Das „V“ steht für victory (Sieg) und weist bereits darauf hin, dass die Platten dieser Firma ausschließlich an Militärangehörige abgegeben werden durften. Der freie Verkauf von V-Discs in den Vereinigten Staaten war ausdrücklich verboten.

## Ende des Boykotts
Während der Beginn des recording ban sehr genau datiert werden kann, gibt es verschiedene Ansichten über sein Ende. Während sich zunächst die kleineren, unabhängigen Plattenfirmen mit der AFM geeinigt hatten, kamen Capitol und Decca unter dem Eindruck von Petrillos konsequenter Vorgehensweise den Forderungen der AFM im Laufe des Sommers 1943 Stück für Stück nach. Die beiden anderen Labels, RCA-Victor und Columbia, hielten die Konfrontation erheblich länger aufrecht, doch einigten auch sie sich bis November 1944, zum Teil stillschweigend, mit den Vertretern der Gewerkschaft.

## Folgen

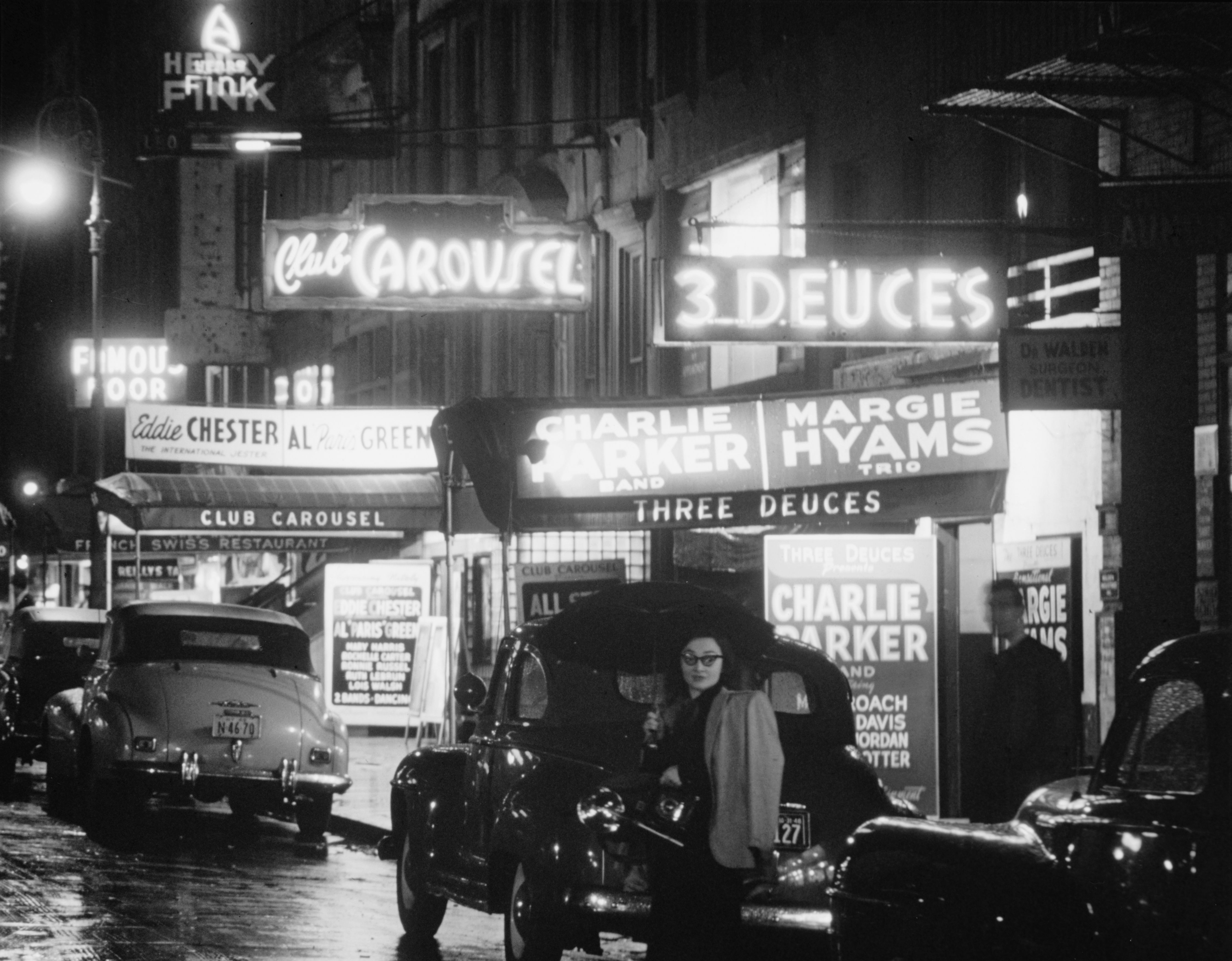
Die 52nd Street in New York, Foto von William P. Gottlieb, 1948

Der recording ban gilt im Allgemeinen als der Endpunkt der Swing-Ära. Der Verlust der Einkünfte aus Plattenverkäufen war allerdings nur einer von mehreren Faktoren, die zum Sterben der organisatorisch und finanziell recht aufwändigen Big Bands (der typischen Besetzung dieser Musikrichtung) führten.
Die kleinen Bands, die den neuen Jazzstil Bebop entwickelten, galten nicht als Tanz- oder Unterhaltungskapellen und waren dies in ihrem Selbstverständnis auch nicht, weswegen die Clubbesitzer nicht mit den kriegsbedingten Sonderabgaben belegt wurden, wenn sie junge Musiker wie Dizzy Gillespie, Charlie Parker oder Thelonious Monk mit ihren Jazz-Combos engagierten.
Der recording ban, der in gewissem Sinne den Freiraum für diese neue Musiksprache erst geschaffen hatte, wirkt sich für die Musikwissenschaft bis heute allerdings insofern sehr nachteilig aus, als der Bebop – im Gegensatz zu allen anderen Jazzstilen – in seiner Entstehungsphase so gut wie überhaupt nicht auf Tonträgern dokumentiert ist. V-Disc war an dieser prononciert unkommerziellen Stilistik nicht interessiert, daher gelten einige wenige private, technisch sehr unzulängliche Live-Mitschnitte aus „Minton’s Playhouse“ und „Monroe’s Uptown House“ als musikhistorisch bedeutsame Orientierungspunkte.
Die durch den recording ban bewirkte zeitweilige Schwächung der Position der großen Labels ermöglichte Mitte bis Ende der 1940er Jahre einen zwischenzeitlichen Boom kleiner, unabhängiger Plattenfirmen. Bei diesen entstanden zahllose Produktionen „spezialisierter“, weniger breitenwirksamer Musik, darunter nicht nur moderner Jazz, sondern unter anderem auch Klezmer und Bluegrass.
James C. Petrillo initiierte 1948 im Kampf um angemessene Gagen einen weiteren Aufnahmeboykott, der sich bereits im Sommer 1947 angedeutet hatte. Zehn Jahre später schied er aus seinem Amt als Gewerkschaftsvorsitzender und engagierte sich in den 1960er Jahren im Rahmen der Bürgerrechtsbewegung für die Abschaffung der Rassentrennung im Musikbusiness.